# George Bennett (ciclista)
George Bennett (Nelson, 7 de abril de 1990) es un ciclista profesional neozelandés que compite por el equipo israelí Israel-Premier Tech.

## Biografía
Con dotes de escalador comenzó en el ciclismo de montaña y en 2008 representó a Nueva Zelanda en el Campeonato del Mundo de Mountain Bike. Se quedó en Europa, donde corrió dos años para equipos franceses amateur. En 2009 lo hizo por el Vélo Club des Cantons de Morteau-Montbenoit y en 2010 por el CR4C Roanne, donde fue el mejor ciclista joven en la Ronde d'Isard.
En 2011 fue contratado por el Trek-Livestrong U23 (filial del Team Radioshack), donde ganó el Tour de Wellington. Esto atrajo la atención de Johan Bruyneel, quien le dio la oportunidad de terminar el año como stagiaire (aprendiz) del equipo RadioShack. En el Tour de Utah 2011 y en el USA Pro Cycling Challenge tuvo un papel decisivo en las victorias generales para el equipo.
En el año 2015, fichó por el equipo neerlandés Team Lotto NL-Jumbo, obteniendo resultados muy destacados en 2016, cuando se dejó ver mucho en el Tour de Francia en los Pirineos y consiguiendo un 10.º en la Vuelta a España.

## Palmarés
2011
- Tour de Wellington

2013
- 2.º en el Campeonato de Nueva Zelanda en Ruta

2017
- Tour de California[1]

2020
- 2.º en el Campeonato de Nueva Zelanda Contrarreloj
- 2.º en el Campeonato de Nueva Zelanda en Ruta
- Giro del Piemonte[2]

2021
- 2.º en el Campeonato de Nueva Zelanda Contrarreloj
- Campeonato de Nueva Zelanda en Ruta

2023
- 2.º en el Campeonato de Nueva Zelanda Contrarreloj

2025
- 3.º en el Campeonato de Nueva Zelanda en Ruta

## Resultados en Grandes Vueltas y Campeonato del Mundo
Durante su carrera deportiva ha conseguido los siguientes puestos en las Grandes Vueltas y en los Campeonatos del Mundo en carretera:
| Carrera         | Carrera         | 2011 | 2012 | 2013  | 2014 | 2015 | 2016 | 2017 | 2018 | 2019 | 2020 | 2021 | 2022 | 2023 | 2024 |
| --------------- | --------------- | ---- | ---- | ----- | ---- | ---- | ---- | ---- | ---- | ---- | ---- | ---- | ---- | ---- | ---- |
|                 | Giro de Italia  | —    | —    | 122.º | —    | —    | —    | —    | 8.º  | —    | —    | 11.º | —    | —    | —    |
|                 | Tour de Francia | —    | —    | —     | —    | —    | 53.º | Ab.  | —    | 24.º | 34.º | —    | Ab.  | —    | —    |
|                 | Vuelta a España | —    | —    | —     | 89.º | 37.º | 10.º | Ab.  | 35.º | 33.º | 12.º | —    | —    | —    | 34.º |
| Mundial en Ruta | Mundial en Ruta | —    | —    | Ab.   | 95.º | —    | —    | —    | 18.º | —    | Ab.  | —    | —    | Ab.  | Ab.  |

—: no participa 
Ab.: Abandono

## Equipos
- Trek Livestrong U23 (2011)
- Team Radioshack (2011)[3]
- RadioShack (2012-2013)
  - RadioShack-Nissan (2012)
  - RadioShack Leopard (2013)
- Cannondale (2014)
- Jumbo (2015-2021)
  - Team LottoNL-Jumbo (2015-2018)
  - Team Jumbo-Visma (2019-2021)
- UAE Team Emirates (2022-2023)
- Israel-Premier Tech (2024-)